# Aladdin (pel·lícula de 1992)

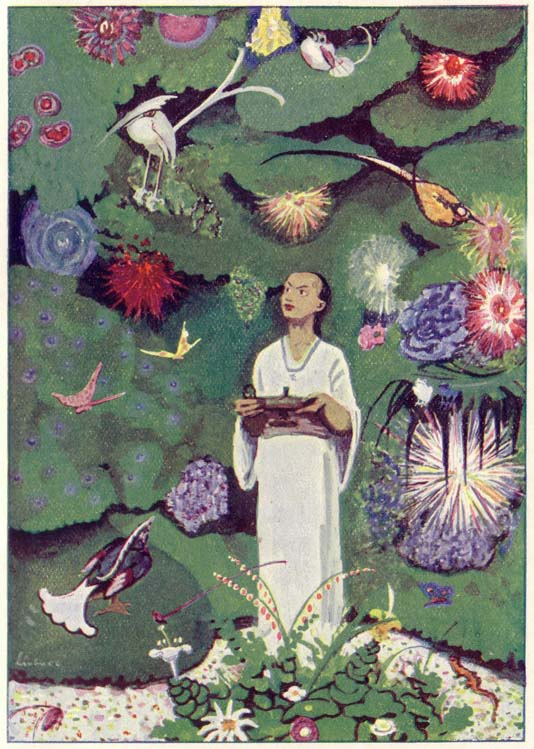
La història d'Aladí, continguda en la recopilació de contes àrabs titulada Les mil i una nits, és la base de la pel·lícula.

Aladdin és una pel·lícula de dibuixos animats estatunidenca de 1992 de Walt Disney Pictures. La història es basa en el popular conte àrab Aladí i la llàntia meravellosa, inclòs en la recopilació de Les mil i una nits, encara que també incorpora elements i personatges de la pel·lícula El lladre de Bagdad, de 1940. Va ser dirigida i produïda per John Musker i Ron Clements i escrita per ells mateixos amb els guionistes Ted Elliot i Terry Rossio. Les partitures musicals van ser escrites pel compositor Alan Menken, guanyador de diversos premis Oscar a la millor banda sonora i a la millor cançó, mentre que les lletres les van escriure Howard Ashman i Tim Rice.

## Argument
Basada en el famós conte Aladí i la llàntia meravellosa, la trama se situa en l'exòtic paisatge del mític regne àrab d'Agrabah. Aladí és un jove enginyós que, malgrat viure en un estat d'extrema pobresa, somia casar-se amb la bella filla del sultà, la princesa Iasmí. El destí intervé quan l'astut visir del Sultà, el bruixot malvat Iafar, recluta Aladí perquè l'ajudi a recuperar la llàntia meravellosa de les profunditats de la Cova de les Meravelles. El jove troba la llàntia, on viu un geni que concedeix tres desitjos a qui l'alliberi. Aladí es guanya l'enemistat del visir, però es fa amic del geni i amb la seva ajuda es fa passar per un príncep ric i ben plantat. Tanmateix, no aconseguirà impressionar la princesa per les seves riqueses, sinó per la seva forma de ser. Amb l'ajuda dels seus amics Abú (el seu mono ensinistrat), el Geni i una catifa voladora, Aladí intentarà salvar el regne del complot del malvat bruixot Iafar i a més aconseguir els seus somnis.

## Repartiment
- Scott Weinger: Prince Aladdin
  - Brad Kane: Prince Aladdin (cançons)
- Robin Williams: Genie / The Peddler
  - Bruce Adler: The Peddler (cançons)
- Linda Larkin: Princess Jasmine
  - Lea Salonga: Princess Jasmine (cançons)
- Jonathan Freeman: The Wizard Jafar,Cobra The Snake,The Red Genie
- Frank Welker: Abu Monkey / Abu Elephant / Rajah Tiger / The Wicked Tiger The Magic Cave
- Gilbert Gottfried: Jago The Parrot
- Douglas Seale: The Sultan Princess Jasmines Father
- Jim Cummings: Razoul, The Sultans Castle Guards / Apple Seller

## Guió
El 1988, Howard Ashman va suggerir a Disney fer una adaptació musical animada de la història d'Aladí i la llantia meravellosa continguda en el recopilatori de contes àrabs Les mil i una nits. Juntament amb el seu company, el compositor Alan Menken, Ashman va escriure un text preliminar sobre la història i sis cançons per a la pel·lícula. Després d'acabar el seu treball amb The Little Mermaid, els directors i productors John Musker i Rom Clements es van disposar a completar el guió, però en la primavera de 1991, Jeffrey Katzenberg, cap d'estudi de Disney per aquella època, els va fer començar de nou, aquesta vegada ajudats pels guionistes Ted Elliott i Terry Rossio.
El guió final va canviar bastant del que havia estat la idea original d'Ashman i només es van conservar tres de les seves cançons. Entre els canvis fets a la pel·lícula hi havia: la supressió dels pares d'Aladí, el geni va passar de concedir il·limitats desitjos a només els tres tradicionals, la princesa Jasmine va ser convertida en un personatge més fort, i la personalitat d'Aladí va haver de ser revisada per semblar "una mica aspra, com la d'un jove Harrison Ford".

## Producció[calcitació]
L'equip de disseny, encapçalat per Richard Vander Wende i Bill Perkins, va estar influït per miniatures perses i l'estil del caricaturista Al Hirschfeld.
El principal repte, en paraules del mateix director Musker, va ser aconseguir que els espectadors s'interessessin en Aladí, ja que si no ho aconseguien la pel·lícula no sortiria bé. El supervisor d'animació Glen Keane, qui ja s'havia encarregat d'animar a la Bèstia a Beauty and the Beast i a Ariel a The Little Mermaid, va acceptar encarregar-se d'Aladí. Keane va dissenyar el personatge de manera que se semblés a l'actor Cristian Afonso, encara que afegint elements derivats de Tom Cruise perquè fos més atractiu i del raper MC Hammer perquè tingués major fluïdesa de moviments.

## Premis i nominacions[calcitació]
Premis
- Oscar a la millor banda sonora
- Oscar a la millor cançó original
- Globus d'Or a la millor banda sonora original
- Globus d'Or a la millor cançó original

Nominacions
- BAFTA als millors efectes visuals